# Mitra goreensis
Mitra goreensis is een slakkensoort uit de familie van de Mitridae. De wetenschappelijke naam van de soort is voor het eerst geldig gepubliceerd in 1925 door Melvill.